# 約會大作戰劇場版 萬由里審判
《約會大作戰劇場版 萬由里審判》於2015年8月22日上映日本動畫電影，是改編自小說家橘公司創作的小說系列《約會大作戰》的電影版。故事中，城市上空出現了一個神祕的巨大球體，而五河士道則遇到了一位神祕的女孩。
該電影於2014年6月宣布製作，其標題於同年12月揭曉。電影的製作團隊於2015年3月公布。2015年4月宣布演員陣容，其中雨宮天為新角色萬由里配音。
《約會大作戰劇場版 萬由里審判》於2015年8月22日在日本上映，全球票房收入超過20萬美元。

## 製作
2015年6月19日，官網宣布主題曲為「Invisible Date」，由sweet ARMS所唱，並收錄了約會大作戰 Twin Edition 轉世凜緒的片頭曲「Key of Truth」於8月19號開賣，9月7日宣布開賣的誘宵美九（茅原實里）劇中歌和收入劇中歌、BGM等等將於10月14日發售。
2015年11月26日在馬來西亞上映。
2016年2月26日發售Blu-ray & DVD。

## 製作人員
- 原作：橘公司
- 原作插畫：Tsunako（KADOKAWA　富士見Fantasia文庫）
- 企劃：堀內大示
- 監督：元永慶太郎
- 劇本：白根秀樹
- 分鏡：元永慶太郎、岩畑剛一
- 角色設計：石野聰、渡邊浩二
- 總作畫監督：渡邊浩二
- 機械設定：明貴美加、森木靖泰（日语：森木靖泰）
- 美術監督：渡邊佳人
- 色彩設計：鈴城るみ子
- 3DCG監督：渡邊哲也（日语：渡邊哲也）
- 攝影監督：福士享
- 編輯：木村祥明
- 設定考證：鈴木貴昭
- 音響監督：蝦名恭範（日语：蝦名恭範）
- 音響效果：川田清貴
- 音樂：坂部剛
- 音樂製作：日本古倫美亞
- 音響製作：角川映畫
- 動畫製作：Production IMS
- 製作：「劇場版約會大作戰」製作委員會
- 發行：KADOKAWA

## 配音員
| 角色         | 配音員               |
| 角色         | 日本                 |
| ------------ | -------------------- |
| 五河士道     | 島崎信長             |
| 夜刀神十香   | 井上麻里奈           |
| 五河琴里     | 竹達彩奈             |
| 冰芽川四糸乃 | 野水伊織             |
| 時崎狂三     | 真田麻美             |
| 八舞耶俱矢   | 內田真禮             |
| 八舞夕弦     | 布萊德庫特·莎拉·惠美 |
| 誘宵美九     | 茅原實里             |
| 萬由里       | 雨宮天               |

## 音樂
主題曲「Invisible Date」
作詞：渡部紫緒，作曲、編曲：坂部剛，歌：sweet ARMS（野水伊織、富樫美鈴、佐土原香織、味里）
插曲
「（Go☆夏日女孩）」
作詞：渡部紫緒，作曲、編曲：坂部剛，歌：誘宵美九（茅原實里）
「（DATE A LIVE）」
作詞：渡部紫緒，作曲、編曲：坂部剛，歌：sweet ARMS

## 宣傳
在2014年6月，發布了《約會大作戰劇場版 萬由里審判》的宣傳影片。2015年3月，發布了電影的預告視覺圖。同一個月，角川在AnimeJapan 2015展覽上宣傳了這部電影。2015年4月，電影的預告片發布了。在同一個月的預售票期間，購買「約會券」的觀眾獲得了電影的指南手冊，其中包含了由橘公司撰寫的電影前傳短篇小說，由《約會大作戰》輕小說插畫家Tsunako繪製的五河士道的草圖，一份角色關係圖，對《約會大作戰》動畫系列兩季的摘要，對天狗市的介紹，以及對電影分鏡的「一瞥」。2015年7月，電影的新預告片發布了。電影的宣傳合作夥伴包括Circle K Sunkus、Karaoke no Tetsujin和Bean & Pop。

## 藍光 / DVD
| 卷 | 發售日        | 收錄話 | 規格編號   | 規格編號   | 規格編號   |
| 卷 | 發售日        | 收錄話 | 藍光限定版 | DVD限定版  | DVD通常版  |
| -- | ------------- | ------ | ---------- | ---------- | ---------- |
| 1  | 2016年2月26日 | 第1話  | KAXA-7321  | KABA-10442 | KABA-10443 |

## 外部連結
- 劇場版「約會大作戰」萬由里審判 官方網站（日語）